# ユークリッド (宇宙望遠鏡)
ユークリッドは、欧州宇宙機関（ESA）とユークリッド・コンソーシアムによって開発が進められている近赤外線宇宙望遠鏡である。ユークリッドの目的は、宇宙の加速膨張を正確に測定することにより、ダークエネルギーとダークマターをよりよく理解することである。これを実現するために、地球からさまざまな距離にある銀河の形状を測定し、距離と赤方偏移の関係を調査する。ユークリッドは、同じくESAが運用した宇宙マイクロ波背景放射観測機プランク（運用期間は2009年から2013年）で得られた成果を補完するものである。ミッションは、古代ギリシャの数学者、エウクレイデスにちなんで名付けられた。
ユークリッドはESAの中規模クラス（「Mクラス」）のミッションであり、ESAのコズミックビジョン計画の一部を成す。このクラスのミッションのESA予算の上限は、約5億ユーロとなっている。ユークリッドは、2011年10月に、複数の競合するミッションを抑え、ソーラーオービター と一緒に選定された。2023年7月2日にファルコン9 Block5ロケットにて打ち上げられた。

## 科学目標と観測手法
ユークリッドは、赤方偏移が2までの多数の銀河を観測することにより、宇宙の膨張と宇宙構造の形成の歴史を精査する。これは、過去100億年の歴史を振り返ることに相当する。銀河の形状とその銀河の赤方偏移の間の関係は、ダークエネルギーが宇宙の加速の増加にどのように寄与するかを知るのに役立つ。実際の観測は、分光法によって銀河までの距離を測定すること、重力レンズ効果による銀河形状のゆがみからダークマターの分布を知ること、バリオン音響振動の測定によって宇宙膨張の詳細なスケールを明らかにすることからなる。
重力レンズは、一般相対性理論によって導かれる現象で、物質が存在することによって時空が局所的にゆがむことで、その物質の近くを通過する光の進路が曲げられる。銀河から放出される光（観測された画像）は、銀河から観測者に至る視線に沿って分布する物質の近くを通過することでゆがめられることになる。光をゆがめる物質の一部は別の銀河や銀河間物質などのバリオンであるが、大部分はダークマターである。分光観測で測定した銀河の赤方偏移と、撮影された銀河の形状のゆがみを統計処理することで、視線上に存在するダークマターの分布を推測することができる。こうすることで、ダークマターと銀河の分布に関する統計的特性を同時に測定し、宇宙の進化によってこれらの特性がどのように変化してきたかを測定することができる。

## 宇宙機
ユークリッドは、2007年3月に発出されたESAコズミックビジョン 2015-2025提案募集に対して提案された2つの計画（DUNE: Dark Universe ExplorerとSPACE: Spectroscopic All-Sky Cosmic Explorer）を融合することで生まれた。この2つの計画は、宇宙の形状を測定するための補完的な観測を目指すものであったため、評価研究段階を経て1つの計画として統合されることになった。新しいミッションの名前はユークリッドとなった。 2011年10月、ユークリッドはESAの科学プログラム委員会によって選定され、2012年6月25日に正式に採択された。
ESAは、衛星の開発主契約をイタリアのタレス・アレーニア・スペースと締結した。衛星は長さ4.5メートル、直径3.1メートル、質量2160 kgとなる。ユークリッドのペイロードモジュールは、EADS アストリアム（現在はエアバス・ディフェンス・アンド・スペースの一部）が開発する。ペイロードとなる望遠鏡は直径1.2メートルの主鏡を備えたコルシュ式望遠鏡であり、視野は0.9平方度である。
科学者の国際コンソーシアムであるユークリッド・コンソーシアムは、ヨーロッパ13か国と米国の科学者で構成され、ヨーロッパ13か国と米国から1000人以上の科学者が集まっている。コンソーシアムは、可視光カメラ（VIS） と近赤外線カメラ/分光計（NISP）を提供する。これらの大型カメラは、銀河の形態計測、測光、および分光特性を特徴づけるための観測に使用される。ユークリッド・コンソーシアムはユークリッドのデータを解析し、全天の3分の1以上の範囲に広がる最大20億個の銀河の3次元分布を明らかにする。

### 観測装置
- VIS: 可視波長（550〜920nm）の観測を行うカメラ。36個のCCD素子を並べた構造で、合計約6億ピクセルとなる。重力レンズ効果による銀河の形状のゆがみを測定する[15]。
- NISP（近赤外線分光測光装置）: 近赤外線波長（1000〜2000nm）に感度を持つテルル化カドミウム水銀検出器を16個並べた構造で、以下の2つの機能を持つ[16]。
  - 多色フィルター（Y、J、Hバンド）を用いた測光を行い、10億を超える銀河の大まかな赤方偏移を測定する。
  - スリットレス分光計を使用して、銀河の近赤外線スペクトルを分析しする。測光による赤方偏移測定よりも10倍高い精度で数百万個の銀河に対して正確な赤方偏移を測定することができる。これにより、バリオン音響振動を測定する。

### サービスモジュール
サービスモジュールには、観測装置に電力を供給するためのソーラーパネルと、望遠鏡の向きを35ミリ秒角以内で制御するための装置が搭載される。望遠鏡とサービスモジュールの間は良好な熱絶縁が施されており、望遠鏡の光学部品の位置がずれないように、良好な熱安定性が確保される。通信システムとしてXバンドとKaバンドのアンテナが搭載されており、科学データを毎秒55メガビットの速度で地球に伝送することができる。また、少なくとも容量2.6テラビットの記憶装置が搭載される。

## ミッションの経緯
NASAは、ユークリッドミッションに参加することを記載した覚書に2013年1月24日に署名した。これに基づいてNASAは近赤外帯の検出器を提供する他、40人のアメリカ人科学者がユークリッド・コンソーシアムのメンバーとして任命された。そのほかの観測装置、望遠鏡および衛星本体はヨーロッパで製造され、運用される。
2015年、ユークリッドは多数の技術設計を完了し、主要コンポーネントを構築および試験を行い、予備設計審査に合格した。
2018年12月、ユークリッドは、宇宙機の全体的な設計とミッション計画を検証する重要な設計審査に合格し、最終的な宇宙機の組み立てを開始することが許可された。
2020年7月、2つの観測装置が宇宙機との統合のためにフランス・トゥールーズのエアバスの工場に納入された。
2023年7月2日、アメリカ南部フロリダ州の施設から、ファルコン9ロケットで打ち上げられた。

## ミッションの実行とデータ
ユークリッドは、仏領ギアナ・クールーのギアナ宇宙センターからソユーズST-B  （または必要に応じてアリアン62）によって打ち上げられる予定である。  打ち上げ後30日をかけて、太陽と地球のラグランジュ点L2を回る振幅約100万キロメートルのリサジュー軌道に到達する。 
ユークリッドのミッション期間は6年間と想定されている。この間、ユークリッドは天の川の反対方向を中心に全天のおよそ1/3に相当する約15,000平方度の宇宙を観測する予定である。さらに、この広域観測より感度の高い観測を、南北黄極近傍の3つの異なる天域40平方度に対して行う予定である（ユークリッド・ディープフィールド）。ユークリッド・ディープフィールドの観測に使用される時間は、全体の観測時間のおよそ10%である。この観測により、宇宙で最も遠い銀河とクエーサーを観測することを目指している。
銀河の赤方偏移を測光によって精度よく推定するためには、ユークリッド自身が持つ近赤外線域のフィルターに加え、少なくとも4つの可視光域フィルターで天体を測光する必要がある。このデータは、北半球と南半球の両方にある地上望遠鏡によって取得され、ユークリッドが観測する15,000平方度全体がカバーされる。これらを合わせると、ユークリッドが観測する各銀河は、460〜2000nmの波長帯で少なくとも7つの異なる波長帯域のフィルターで観測されることになる。
ユークリッドは、約100億個の天体を観測することになっている。そのうち10億個については弱い重力レンズ効果の測定が行われ、地上望遠鏡を使用した場合に比べて50倍の高い精度が得られる。また、銀河の集合の程度を研究するために、5000万個の天体の分光学的赤方偏移を測定する。
ユークリッドで得られる膨大なデータセットは、ヨーロッパを中心とする17か国（オーストリア、ベルギー、デンマーク、フィンランド、フランス、ドイツ、イタリア、オランダ、ノルウェー、ポルトガル、ルーマニア、スペイン、スイス、英国、カナダ、米国、日本）から100以上の研究機関、1200名以上の研究者が参加するコンソーシアムによって解析される。このユークリッドコンソーシアムは、ユークリッドに搭載される観測装置の開発と、ユークリッドによって収集されたすべてのデータを処理するユークリッド地上セグメントの開発と実装にも責任を負っている。
ユークリッドの観測は広い天域をカバーし、観測の結果として数十億の星や銀河のカタログが生成されるため、データの科学的価値は宇宙論にとどまらず広く天文学分野全体に及ぶ。ユークリッドは、ジェイムズ・ウェッブ宇宙望遠鏡、 欧州超大型望遠鏡、 TMT、 アルマ望遠鏡、 SKA、 NSFヴェラ・C・ルービン天文台などの多くの天文台・宇宙望遠鏡ミッションのための豊富な観測対象を世界中の天文学コミュニティに提供する。